# Lenguas kam-sui
Las lenguas kam-sui (en chino, 侗水語支; pinyin, Dòng-Shǔi) son una subfamilia de las lenguas kra-dai habladas por los pueblos kam-sui. Se hablan principalmente en las provincias chinas de Guizhou (al este), al oeste de Hunan y en el norte Guangxi, todas ellas situadas en China meridional. Además hay algunas pocas bolsas de hablantes de lenguas kam-sui en el norte de Vietnam y Laos.

## Clasificación
Las lenguas kam-sui incluyen una docena de lenguas. El lakkja y el biao a veces se considera que forman una rama hermana de las lenguas kam-sui dentro de la agrupación "be-kam-tai" rama de las lenguas kradai, pero esta clasificación se considera más fundamentada.
Las lenguas kam-sui mejor conocidas y documentadas son el dong (kam), con cerca de un millón de hablantes, el mulam, el manonan y el sui. Otras lenguas son el ai-cham, el mak, el t’en y el chadong, que es la una lengua recientemente identificada. Yang (2000) considera el ai-cham y el mak como dialectos de la misma lengua.
Graham Thurgood (1988) presentó una "clasificación interna" tentativa para las lenguas kam-sui. El chadong, una lengua que sólo se ha documentado recientemente por parte del lingüista chino Jinfang Li, también se incluye en lo que sigue. Esta lengua parece más cercanamente relacionada con el maonan.
|  | Mulam      |
|  |            |
|  | Kam (Dong) |
|  |            |

|  | Maonan  |
|  |         |
|  | Chadong |
|  |         |

|  | Mak     |
|  |         |
|  | Ai-Cham |
|  |         |

|  | Maonan  |
|  |         |
|  | Chadong |
|  |         |

|  | Mak     |
|  |         |
|  | Ai-Cham |
|  |         |

|  | Maonan  |
|  |         |
|  | Chadong |
|  |         |

|  | Mak     |
|  |         |
|  | Ai-Cham |
|  |         |

|  | Maonan  |
|  |         |
|  | Chadong |
|  |         |

|  | Mak     |
|  |         |
|  | Ai-Cham |
|  |         |

|  | Mulam      |
|  |            |
|  | Kam (Dong) |
|  |            |

|  | Maonan  |
|  |         |
|  | Chadong |
|  |         |

|  | Mak     |
|  |         |
|  | Ai-Cham |
|  |         |

|  | Maonan  |
|  |         |
|  | Chadong |
|  |         |

|  | Mak     |
|  |         |
|  | Ai-Cham |
|  |         |

|  | Maonan  |
|  |         |
|  | Chadong |
|  |         |

|  | Mak     |
|  |         |
|  | Ai-Cham |
|  |         |

|  | Maonan  |
|  |         |
|  | Chadong |
|  |         |

|  | Mak     |
|  |         |
|  | Ai-Cham |
|  |         |

El biao y el lakkja, cuya clasificación es todavía incierta, podrían formar una rama cercana a la rama kam-sui; e incluso el biao podría ser una lengua divergente de la rama kam-sui.

## Hablantes
Casi todos los hablantes de lenguas kam-sui son originarios de las prefecturas autónomas de Qiandongnan (dong) y Qiannan (sui, then, mak, ai-cham) en la provincia de Guizhou, así como las prefecturas urbanas de Hechi (mulam y maonan) y Guilin (chadong) en norte de Guangxi. También muchos hablantes de kam-sui han migrado mucho más allá hacia zonas urbanas de Guangzhou.
Algunos pequeños grupos de hablantes de kam y sui residen en la provincia de Tuyên Quang en Vietnam, en las aldeas de Đồng Mộc y Hồng Quang, respectivamente.